# Cesar Tenmu
Cesar Tenmu (天武天皇 Tenmu-tenno, ok. 631 – 1. oktober 686) je 40. japonski cesar v skladu s tradicionalnim dednim nasledstvom. Vladal je med letoma 673 in 686, ko je umrl.

## Tradicionalna zgodba
Tenmu je bil najmlajši sin cesarja Džomeia in cesarice Kogjoku ter mlajši brat cesarja Tendžija. Ob rojstvu se je imenoval princ Oama (大海人皇子 Oama no odži). Nasledila da je cesarica Džito, njegova nečakinja in žena. Med vladanjem njegovega starejšega brata, cesarja Tendžija, je bil prisiljen v poroko z mnogimi njegovimi hčerami, saj je cesar verjel, da bo tako izboljšalo politične vezi med bratoma. Te nečakinje so bile princesa Unonosarara (cesarica Džito), princesa Ota, princesa Oe in princesa Nitabe. Imel je tudi druge družice, ki so bile hčerke pomembnih dvorjanov.
Tenmu je imel veliko otrok, vključno s kronskim princem Kusakabejem, princi Točijem, Ocujem in Otom (s princeso Unonosararo) ter princem Tonerijem, urednikom Nihon Šokija in očetom cesarja Džunnina. Preko princa Kusakabeja je imel 4 potomce cesarje. Cesar Koken je bil zadnji vladar v njegovi liniji.

### Dogodki tekom Tenmujevega življenja
Cesar Tenmu je prvi japonski monarh, ki so mu naziv tenno podelili že med vladanjem in ne posmrtno.
Edini dokument o njegovem življenju je Nihon Šoki, a ga je urejal njegov sin, princ Toneri, napisan pa je bil v času vladanja njegove žene in otrok, kar meče senco dvoma na njegovo natančnost in nepristranskost. Na kratko je omenjen tudi v uvodu v Kodžiki, kjer ga častijo kot cesarja, ki je naročil njegovo sestavo.
Tenmujev oče je umrl v cesarjevi mladosti, zato je odraščal pod vodstvom cesarice Sajmei. Ni bilo pričakovano, da bo zasedel prestol, saj je bil kronski princ njegov brat, cesar Tendži, starejši sin vladajoče cesarice.
Med obdobjem Tendži ga je cesar imenoval za kronskega princa, ker med svojimi sinovi ni imel ustreznega potomca, saj njihove matere niso bile dovolj visoko po statusu, da bi svojim sinovom lahko zagotovile zadostno politično podporo. Tendži je sumil, da bi bil njegov brat tako ambiciozen, da bi mu poskusil vzeti prestol, zato je spodbujal politične poroke svojih hčera z bratom.
Tendži je bil zelo aktiven pri izboljševanju vojaških inštitucij, ustanovljenih z reformami Taika.
V starosti je imel Tendži sina princa Otoma z nizko rangirano družico. Ker je imel Otomo šibko politično podporo, je držala splošna modrost tistega časa , da ni dobra ideja, da bi se poskušal povzpeti na prestol, a je bil Tendži obseden s to mislijo.
Leta 671 je Tenmu začutil, da je ogrožen, zato je prostovoljno odstopil od položaja kronskega princa, da bi postal menih. Preselil se je v gore v Jošinu, provinca Nara (danes Jošino, Nara), uradno zaradi osamitve. S seboj je vzel sinove in ženo, princeso Unonosararo, Tendžijevo hčerko. Vse ostale družice je pustil v prestolnici Omikjo v provinci Omi (danes v Ocuju, prefektura Šiga).
Po smrti cesarja Tendžija leta 672 je izbruhnil spor za prestol med njegovimi 14 otroki (več različnih mater). Nasledil ga je sin, princ Otomo, znan tudi kot cesar Kobun. Tenmu je zbral vojsko in napadel prestolnico Omi-kjo iz Jošina na vzhodu, kar imenujemo džinšinska vojna. Prestolnici se je približeval v nasprotni smeri urinega kazalca preko provinc Jamato, Iga in Mino, ki so bile vse sosednje provinci Omi. Vojski cesarja Kobuna in Tenmuja sta se udarili na severozahodnem delu province Mino (današnja Sekigahara, prefektura Gifu). Tenmujeva vojska je zmagala in Kobun je storil samomor.
Kronologija po obdobju Meidži
- V 10. letu obdobja Tendži, v 11. mesecu (671): cesar Tendži je v 10. letu svoje vladavine (天智天皇十年) imenoval sina za prestolonaslednika; sodobni strokovnjaki predvidevajo, da je s tem njegov sin po Tendžijevi smrti dobil nasledstvo (senso), kmalu zatem pa je tudi sedel na prestol (sokui).[7] Če to razumevanje drži, potem sledi da:
- v prvem letu obdobja Kobun (672) in prvem letu vladavine cesarja Kobuna (弘文天皇一年) le-ta umre; njegov stric Oama-šinno je prejel nasledstvo (senso) po smrti nečaka, kmalu zatem pa tudi zasedel prestol (sokuj).
[8]

Kronologija pred obdobjem Meidži
Pred 19. stoletjem je Otomo veljal za vsiljivca, pretendenta ali anomalijo. Če bi ta predpostavka obveljala, bi bilo naše razumevanje obdobja sledečeː
- V 10. letu obdobja Tendži, v 11. mesecu (671) je cesar Tendži v 10. letu svoje vladavine (天智天皇十年) umrl. Kljub kakršnikoli vojaški intervenciji je dobil nasledstvo (senso) njegov brat. Kmalu po tem bi zasedel prestol (sokuj) kot cesar Tenmu.

Cesar Tenmu ni bil nič manj aktiven pri izboljševanju vojaških inštitucij iz obdobja Taika kot cesar Tendži. Njegova vladavina je prinesla mnoge spremembe: (1) organizacija centraliziranega urada za vojno; (2) obramba osrednjega dela države okoli prestolnice je bila utrjena; (3) izgradnja utrdb in gradov blizu prestolnice, na zahodu Honšuja in na Kjušuju; (4) ponovno so preučili vojaške enote; provincialni guvernerji so morali študirati taktiko in dopolniti arzenal orožja.

V letu 673 je Tenmu prestolnico vrnil v Jamato na planjavo Kijomihara in jo poimenoval Asuka. V Man'jošuju je vključena pesem, napisana po džinšinski vojni:
Naš vladar je kot bog,svoje cesarsko mesto je zgradilna močvirnati planjavi,kjer kostanjevi konji tonejovse do trebuha.
– Mijuki Otomo
Cesar Tenmu je bil ustoličen v Asuki. Unonosararo je povzdignil do položaja cesarice. Dogodki njegovega vladanja so:
- 674 (Tenmu leto 2): na japonski dvor je sprejel ambasadorje province Tane.[12]
- 680 (Tenmu leto 8): ustanovitev budističnega templja Jakuši-dži v obdobju Hakuho.[13]

Tenmu je vladal do smrti leta 686. Njegova žena cesarica Džito je vladala, dokler ni njun sin nastopil kot 42. japonski cesar. Dejanski kraj cesarjevega groba je znan. Tradicionalno ga častijo v spominskem šintoističnem svetišču (misasagi) v Osaki. Cesarska hiša je posvetila to lokacijo kot njegov mavzolej. Uradno se imenuje Hinokuma no Ouči no misasagi.

### Budizem
Leta 675 je prepovedal uživanje živalskega mesa (konj, govedo, pes, opica, ptica) od 1. aprila do 30. septembra vsako leto zaradi vplivov budizma.

### Politika
V Nihon Šokiju je cesar opisan kot velik inovator, a je nevtralnost pisca vprašljiva, saj so pisanje nadzorovali cesarjevi potomci. Vseeno pa je jasno, da je Tenmu poveča vpliv cesarskega prestola in imenoval lastne sinove na najvišje položaje v vladi, kar je manjšalo moč tradicionalnih klanov Otomo in Soga. Obnovil je sistem dednih nazivov kabane, a je nekatere opustil. Omi in Muradži, najvišja naziva iz prejšnjega sistema, sta izgubila na pomenu v novem osem stopenjskem kabaneju. Vsak klan je dobil nov kabane glede na bližino cesarski dedni liniji in zvestobi Tenmuju.
Tenmu je skušal ohraniti ravnovesje moči med sinovi. Nekoč naj bi skupaj potovali v Jošino, kjer jih je prosil, naj sodelujejo in se ne vojskujejo med seboj. To se je izkazalo za neučinkovito: princ Ocu je bil po očetovi smrti usmrčen zaradi izdaje.
Cesarjeva zunanja politika je bila naklonjena kraljestvu Silla, ki je leta 676 prevzelo nadzor nad Korejskim polotokom. Po združitvi Koreje je cesar Tenmu prekinil diplomatske stike s kitajsko dinastijo Tang, da bi ohranil dobre odnose s Sillo.
Tenmu je uporabljal verske strukture za večanje avtoritete prestola. Utrdil je povezavo med cesarsko hišo in Velikim svetiščem Ise (posvečenem boginji cesarskih prednikov Amaterasu). Svojo hčerko princeso Oku je poslal za sajo (novoustanovljeni položaj) svetišča Ise. Iz državne blagajne so financirali praznovanje mnogih festivalov. Pokazal je naklonjenost budizmu in dal zgraditi več večjih templjev in samostanov. Rečeno je, da je vsako gospodinjstvo poprosil, naj zgradijo svetišče s podijem (t.i. bacudan), na katerega naj položijo sliko Bude in sutro, da bi lahko izvajali družinsko čaščenje. Po drugi strani je budistične svečenike, menihe in nune nadzorovala država in nihče ni mogel postati svečenik brez njihovega dovoljenja. To je preprečevalo nastajanje kultov in spreminjanje kmetov v svečenike.

#### Kugjo
Kugjo (公卿) je skupni izraz za peščico najbolj močnih moških, delujočih na dvoru japonskega cesarja v času pred obdobjem Meidži.
Večino časa so to elitno skupino sestavljali samo trije ali štirje možje naenkrat. Njihovo družinsko ozadje in izkušnje so jih pripeljale do vrha družbe. V času vladavine cesarja Tenmuja so vrh organa Dajdžo-kan sestavljaliː
- Sadajdžin (»Minister na levi«) Soga no Akae no Omi [18]
- Udajdžin («Minister na desni«) Nakatomi no Kane no Muradži
- Najdajdžin (»Minister na sredini«)

## Čas Tenmujeve vladavine
Leta cesarjeve vladavine sovpadajo samo z enim imenom ere - nengojem, ki je bil razglašen v zadnjih mesecih njegove vladavine pod imenom Šučo.

### Obdobje brez beleženjanengo
Zgodnja leta vladavine cesarja Tenmuja strokovnjaki ne povezujejo z nobeno ero - nengojem. Novosti, ki so jih prinesle reforme Taika, med njimi tudi imenovanje obdobji nengo, so do vladavine cesarja Monmuja izginjale. Šele z letom 701 je razglasil novo obdobje - Tajho.
V tem kontekstu nudi prevod Gukanšoja razlago o letih vladavine cesarice Džito, kar zmede občutek jasnosti v časovnem okviru pred obdobjem Tajho:
»Obdobji, ki padeta v to vladavin, sta: (1) preostalih sedem let Šučoja [(686+7=692?)]; in (2) obdobje Taika, ki je trajalo štiri leta [695-698]. (Prvo leto v tem obdobju je bilo kinoto-hicudži [695].) ... V tretjem letu obdobja Tajko [697] je cesarica Džito prepustila prestol kronskemu princu.«

## Družice in otroci
Cesarica: princesa Uno-no-sarara (鸕野讃良皇女) (cesarica Džito) (645-703)
- Princ Kusakabe (草壁皇子) (662-689), oče cesarja Monmuja in cesarice Genšo

Hi: princesa Ota (大田皇女) (644-667), hčerka cesarja Tendžija
- Princesa Oku (大伯皇女) (661-701), sajo v svetišču Ise (673-686)
- Princ Ocu (大津皇子) (663-686)

Hi: princesa Oe (大江皇女) (?-699), hčerka cesarja Tendžija
- Princ Naga (長皇子) (?-715)
- Princ Juge (弓削皇子) (?-699)

Hi: princesa Niitabe (新田部皇女) (?-699), hčerka cesarja Tendžija
- Princ Toneri (舎人皇子) (676-735), oče cesarja Džunnina

Bunin: Fudživara no Hikami-no-iracume (藤原氷上娘) (?-682), hčerka Fudživara no Kamatarija
- Princesa Tadžima (但馬皇女) (?-708), poročena s princem Takečijem

Bunin: Soga no Onu-no-iracume (蘇我大蕤娘) (?-724), hčerka Soga no Akaeja
- Princ Hozumi(穂積皇子) (?-715)
- Princesa Ki (紀皇女) (?–?)
- Princesa Takata (田形皇女) (674-728), sajo v svetišču Ise (706-707), kasneje poročena s princem Mutobejem

Bunin: Fudživara no Ioe-no-iracume (藤原五百重娘), hčerka Fudživara no Kamatarija
- Princ Niitabe (新田部皇子) (?-735)

Dvorna gospa: Nukata no Okimi (額田王)
- Princesa Toči (十市皇女) (653?-678), poročena s cesarjem Kobunom

Dvorna gospa: Munakata no Amako-no-iracume (胸形尼子娘), hčerka Munakata-no-Kimija Tokuzena
- Princ Takeči (高市皇子) (654-696)

Dvrona gospa: Šišihito no Kadžihime-no-iracume (宍人梶媛娘), hčerka Šišihito-no-Omi Omaro
- Princ Osakabe (刑部皇子/忍壁皇子) (?-705)
- Princesa Hacusebe (泊瀬部皇女) (?-741), poročena s princem Kavašimom (sin cesarja Tendžija)
- Princesa Taki (託基皇女/多紀皇女) (?-751), sajo v svetišču Ise (698–pred 701), kasneje poročena s princem Šikijem (sinom cesarja Tendžija)
- Princ Šiki (磯城皇子) (?–?)